# Messe nere per le vergini svedesi
Messe nere per le vergini svedesi (Virgin Witch) è un film del 1972 diretto da Ray Austin.

## Trama
Le sorelle Christine e Betty scappano di casa per trovare lavoro come modelle ed ottengono un passaggio per Londra da Johnny, un uomo d'affari immediatamente attratto da Betty. Christine fa un provino con successo per Sybil Waite, una agente di moda senza scrupoli, e le viene offerto un lavoro nel fine settimana per girare un annuncio in una casa del paese. Betty si reca sul posto con lei.
Il lavoro come modella è in realtà uno stratagemma per iniziare Christine a una congrega di maghi bianchi guidata da Sybil e dal proprietario della casa, Gerald Amberley. Christine, che ha dimostrato di avere abilità psichiche, si sottopone volentieri al rituale di iniziazione, durante il quale la sua verginità viene presa da Amberley. I poteri di Christine creano tensione tra lei e Sybil, che pratica una magia oscura e ha un interesse sessuale predatorio per lei. Il conflitto si intensifica quando Sybil impone che Betty venga iniziata nella congrega.
Johnny, che è stato avvertito della vera natura di Sybil, arriva per portare via Betty. Tuttavia, Christine lo mette sotto il suo controllo, costringendolo a partecipare all'iniziazione di Betty. Durante il rituale, Christine strappa il controllo a Sybil torturandola psichicamente. Johnny, non più sotto il controllo di Christine, prende la verginità di Betty. Christine usa quindi i suoi poteri per uccidere Sybil e prendere il suo posto come somma sacerdotessa della congrega.

## Produzione
Messe nere per le vergini svedesi è stato prodotto dal commentatore sportivo Kent Walton (sotto lo pseudonimo di Ralph Solomons), i cui altri crediti di produzione includevano The Green Shoes, It's the Only Way to Go e A Persian Fairy Tale. Il suo co-produttore era Hazel Adair, co-creatore della soap opera Crossroads. Adair è accreditata solo come co-autrice della canzone "You Go Your Way" (interpretata dal personaggio di Abby Darke), e non ha ammesso di aver co-prodotto il film fino al 1975, quando è apparsa in un episodio di Man Alive sui film di sesso. "Klaus Vogel", che ha scritto sia la sceneggiatura che la novelizzazione di Messe nere per le vergini svedesi, era in realtà il produttore di Crossroads Beryl Vertue.
Il film è stato girato nel Surrey nel 1970 e presentato in anteprima nelle edizioni di dicembre di Mayfair e Continental Film Review (in cui il titolo era definito "The Virgin Witch"). La location della casa di campagna – Admiral's Walk in Pirbright – è stata successivamente utilizzata da Norman J. Warren per i suoi film Satan's Slave (1976) e Delirium House - La casa del delirio (1978).

## Distribuzione

### Censura
Sebbene sia stato rifiutato dal British Board of Film Censors (BBFC) nell'aprile 1971, il film ha ottenuto un certificato X dal Greater London Council per una distribuzione limitata nella capitale. La BBFC alla fine cedette e approvò una versione ridotta per la distribuzione generale nel gennaio 1972.
Le uscite video degli anni '90 per le etichette Redemption e Salvation non sono state censurate, così come le attuali versioni in DVD nel Regno Unito e negli Stati Uniti. La modella glamour Teresa May è apparsa sulla copertina della VHS britannica del film uscita nel 1993 per l'etichetta Redemption. (Ha anche fatto la modella per la copertina del loro rilascio video de Gli orrori del castello di Norimberga e l'uscita mai pubblicata di E non liberarci dal male.)

## Accoglienza
Le sorelle Michelle hanno disconosciuto il film. Il sito web di Vicki non ne fa menzione, mentre quello di Ann la definisce "non un'esperienza che Ann si preoccupa di ricordare".
Scrivendo per The Monthly Film Bulletin nel 1972, Nigel Andrews ha elogiato la performance della Haines e il montaggio del climax. Si è anche complimentato con Virgin Witch per "[aver dato] l'illusione di raccontare una storia coerente", in contrasto con film a tema simile, e ha considerato gli aspetti erotici e horror "fusi in modo abbastanza efficace da far dimenticare la solita quota di sesso- sciocchezze cinematografiche", come la scrittura scadente e "eroine pneumatiche ma senza vita".
Nel 1994 Mark Kermode e Peter Dean di Sight & Sound ha descritto il film come un "modo divertente datato britannico horror-cum-skin-flick" con uno script "così brutto, che è quasi buono." Secondo M. J. Simpson, "quello che inizia come un film piuttosto schifoso riprende verso la fine, inclinandosi maggiormente verso - anche se non raggiungendo mai - il tipo di atmosfera di minaccia inquietante, leggermente troppo seria che ha caratterizzato migliori film sulla stregoneria (The Devil Rides Out, per esempio)."
Shane M. Dallmann della rivista Video Watchdog definisce Messe nere per le vergini svedesi un film "poco impegnativo" che "esiste principalmente per fornire la generosa nudità che i film della Hammer stavano appena iniziando ad offrire (il film di Austin supera facilmente Mircalla, l'amante immortale, per esempio) - con carattere, trama e motivazione data la più superficiale attenzione possibile in tutto." Tuttavia, elogia il film per la sua direzione artistica e "abile fotografia con messa a fuoco profonda". Ian Jane del sito di recensioni DVD Talk definisce Messe nere per le vergini svedesi come "una fetta divertente ed occasionalmente squallida dei film anni Settanta sul tema dell'occulto con uno stile eccezionale e scene memorabili."